# Apel

Apel harcerski

Apel (fr. appel wezwanie, odwołanie) – bezpośrednie wezwanie, żądanie wysłuchania i odezwy – działania mającego na celu zastosowania się do treści niesionej słowami, kierowane przez autora ku czytelnikom lub ku słuchaczom apelu. Treść apelu często jest wyrazem uczuć mających łączyć nadawcę i jego odbiorców.
Apel może być kierowany bezpośrednio do konkretnej osoby lub do grupy osób. Może przybierać różne formy – od liryki po przekaz bezpośredni – odczytywany publicznie, przybierając zarazem charakter wiecu czy zbiórki – np. apel szkolny, harcerski, apel żołnierski (np. Apel Pamięci Oręża Polskiego). Odrębnym rodzajem apelu może być modlitwa – np. Apel Jasnogórski w tym kazanie.